# Salü (Gruß)
Salü (auch saly, sali, salli, sale, sällü oder solli) ist eine Grußformel, die im Südwesten des deutschen Sprachraums verwendet wird. Er ist vor allem im Alemannischen verbreitet, kommt aber auch in angrenzenden Orten in der Pfalz mit rheinfränkischem Dialekt vor.
Salü kommt von französisch salut! (die Aussprache ist identisch), das seinerseits auf Lateinisch salūs „Wohl, Heil, Gruß“ zurückgeht.
Salü-Varianten werden überwiegend zur Begrüßung, in einigen Gegenden, etwa in der Nordwestschweiz, gleichermaßen zur Begrüßung und Verabschiedung verwendet, in manchen Orten nur als Abschiedsgruß. Vielfach bleibt der Gebrauch dieser Form bevorzugt auf den engeren Bekanntenkreis (Familie, Vereinskameraden, Dorfbekannte oder Arbeitskollegen) beschränkt. Salü steht im Alltag neben anderen Grußformeln, vergleiche grüezi, grüß Gott oder grüß dich sowie  hoi, tschau und adjé, adéle.
In verschiedenen regionalen Wörterbüchern wird die Grußformel erwähnt, die im Folgenden zusammengefassten Belege beziehen sich in der Regel auf den Gebrauch Anfang des 20. Jahrhunderts:
- Schweiz: sálü, sali, in Basel-Stadt auch sälü, andernorts soli.

  - „Salü dù! grüssen einander die Metzger“ (Zürich um 1900).
  - „Gott grüezi hört-me nümme gërn, salü und servus sind modërn“ (Zürich um 1900).[2]
  - „Grüeßti Fritz! Sälü Christe! Du Fritz het öppe d’ Chueh kalberet, daß Du e so z’frede dri luegst?“ (Wichtrach 1910)[3]
  - „Noh der Wahl briehlt si durch s Kabel: Solli Kain, doo isch der Abel!“ (Zürich 1984)[4]
  - „Glychaltrigi begrüess ire Maa e Bärnburger mit salü alli eitere Verwandte und Fründe mit grüessdi.“ (Bern 1986)[5]
  - „Er rüeft mer zio: Eh, salü Sepp, bisch dui nu oi scho da. Chumm nume ine, chumm.“ (Biel 1995)[6]
  - „Friehner hän aim d Lyt d Hand gää und tschau gsait oder salli.“ (Zürich 1996)[7]
  - „Salü! rief er mir schon von Weitem entgegen. Ich sagte: Guten Tag. Salü hiess mein verstorbener Hund.“ (Kritik des Salüismus Oberwallis 2016)[8]
  - „Schalom, Salaam, salü und salut“ (Podcast srf 2018)[9]
  - „Ey salli Dü! Gsiehsch hüdde abber widder Scheisse üs!“ (Werbung-Parodie Oberwallis 2009)[10]
- Elsass: sàlý (Mülhausen und Colmar); saly und sàly (Straßburg).
Die eingeborenen jüngeren Leute der Städte grüßten sich meistens mit salü mit den verschiedensten Zusätzen und Antworten:
  - „Salü, wiä geht's?“ – „Zwischen guet und liäderlig durch!“  (Elsenheim um 1890)
  - „Salü, Dicker! Zahlsch eps?“ (Krüth um 1890)
  - „Salü, zahlst eps? - Wassertrinken!“
  - „Salü, was macht der ander? - Ër schnüft, dass er nit verstickt!“ (Colmar um 1890)[11]
  - „Salü bien!“ (neben bonjour um 1890 üblicher Gruß der Straßburger im mittleren Lebensalter)[12]
- Pfalz: zur Begrüßung und zum Abschied; salli (mancherorts), salii (Rodalben, Niederlustadt), sallü (mancherorts), salüü (Annweiler). sali (Nauheim, Leiselheim), Schülergruß sali (Wöllstein) servus-salli : guten Tag und auf Wiedersehen (Leiselheim)[13] 
Um 1930 gilt der Gruß als altväterlich (Lauterecken); Gruß der Fabrikarbeiter untereinander (Pirmasens-Geisberg).
  - „Alla salii!“ (Niederlustadt)
  - „Sallü Wackes!“ (Geinsheim)
  - „Alle, ich geh, salü!“ (Dansenberg)[14]
- Südbaden: zur Begrüßung oder zum Abschied; salli (mancherorts), solli (im Markgräflerland, Hotzenwald).[15] 
Auch hier hört man den Gruß öfter mit Zusatz etwa salli mitenand! oder solli zämme.[16]
  - „Salli un guede Dag, horche emol: Do bin i widder - nooch ere Paus“ (Lahr 2009)[17][18]
  - „Solli hä mer friehner amig zuen is gsait, we mer is gseh hän un we mer usenand sin.“ (Lörrach 2013)[19]
  - „Solli Ottmar, wie geht’s Dir?“ Begrüßung von Ottmar Hitzfeld in einer Lörracher Wirtschaft (2018)[20]